# Comuna Örkelljunga
Örkelljunga (Örkelljunga kommun) este o comună din comitatul Skåne län, Suedia, cu o populație de 9.653 locuitori (2013).

## Geografie

### Zone urbane
Lista celor mai mari zone urbane din comună (anul 2015) conform Biroului Central de Statistică al Suediei:
| Nr | Zona urbană      | Pop.  |
| -- | ---------------- | ----- |
| 1  | Örkelljunga      | 5.193 |
| 2  | Skånes-Fagerhult | 891   |
| 3  | Åsljunga         | 738   |
| 4  | Eket             | 412   |

## Demografie
| \| Evoluția demografică în comuna Örkelljunga, 1970–2015 \| Evoluția demografică în comuna Örkelljunga, 1970–2015 \| Evoluția demografică în comuna Örkelljunga, 1970–2015 \| Evoluția demografică în comuna Örkelljunga, 1970–2015 \| Evoluția demografică în comuna Örkelljunga, 1970–2015 \| \| ----------------------------------------------------------------------------------------------------- \| ----------------------------------------------------- \| ----------------------------------------------------- \| ----------------------------------------------------- \| ----------------------------------------------------- \| \| An \| \| \| Locuitori \| \| \| 1970 \| 1970 \| \| 8731 \| 8731 \| \| 1975 \| 1975 \| \| 8843 \| 8843 \| \| 1980 \| 1980 \| \| 9306 \| 9306 \| \| 1985 \| 1985 \| \| 9294 \| 9294 \| \| 1990 \| 1990 \| \| 9661 \| 9661 \| \| 1995 \| 1995 \| \| 9650 \| 9650 \| \| 2000 \| 2000 \| \| 9428 \| 9428 \| \| 2005 \| 2005 \| \| 9553 \| 9553 \| \| 2010 \| 2010 \| \| 9631 \| 9631 \| \| 2015 \| 2015 \| \| 9831 \| 9831 \| \| Sursa: SCB - Statistika Centralbyrån, Folkmängd efter region, civilstånd, ålder och kön. År 1968–2016 \| \| \| \| \| |      |  |           |      |
| Evoluția demografică în comuna Örkelljunga, 1970–2015 |      |  |           |      |
| An |      |  | Locuitori |      |
| 1970 | 1970 |  | 8731      | 8731 |
| 1975 | 1975 |  | 8843      | 8843 |
| 1980 | 1980 |  | 9306      | 9306 |
| 1985 | 1985 |  | 9294      | 9294 |
| 1990 | 1990 |  | 9661      | 9661 |
| 1995 | 1995 |  | 9650      | 9650 |
| 2000 | 2000 |  | 9428      | 9428 |
| 2005 | 2005 |  | 9553      | 9553 |
| 2010 | 2010 |  | 9631      | 9631 |
| 2015 | 2015 |  | 9831      | 9831 |
| Sursa: SCB - Statistika Centralbyrån, Folkmängd efter region, civilstånd, ålder och kön. År 1968–2016 |      |  |           |      |